# 柳賢振
柳 賢振（リュ・ヒョンジン、1987年3月25日 - ）は、大韓民国の仁川広域市出身のプロ野球選手（投手）。左投右打。KBOのハンファ・イーグルス所属。愛称はモンスター。
MLBにおける韓国人初のタイトル（最優秀防御率）獲得者。

## 経歴

### プロ入り前
高校時代にトミー・ジョン手術を受け、宣銅烈2世と呼ばれた韓基周の影に隠れていた。仁川出身で出身校である東山高校も仁川所在だったため、SKワイバーンズが優先的に指名できた。しかし当時捕手の補強に重点を置いたSK球団のスカウト陣の判断で1次ドラフトでSKに指名されず、2次ドラフトでハンファ・イーグルスの指名を受けた。入団の時は韓基周の方にメディアの関心が集中され、契約金も韓基周の4分の1くらいであった。入団後インタビューで柳は「韓基周ばかり注目されていて悔しい。俺の目標は韓基周よりいい成績を残して新人王を獲得すること」と発言した。

### プロ入りとハンファ時代
2006年は高卒ルーキーの1年目でありながら、最多勝利、最優秀防御率、最多奪三振の投手三冠を独占し、韓国プロ野球史上初めて新人王とMVPを同時受賞した。このような圧倒的なパフォーマンスで「怪物」という異名をとった。
2007年も17勝を記録し、最多奪三振のタイトルを獲得し、チームのポストシーズン進出に貢献。メディアデーの記者会見では、同じ左腕で1学年下の新人金廣鉉（キム・グァンヒョン）に「頭を使えればもっといい投手になれる」と評された。
2008年8月に開催された北京オリンピックの野球韓国代表に選出された。同大会では予選リーグで強豪として評されたカナダ戦、決勝のキューバ戦で先発登板し、いずれも勝利投手となった。2勝0敗、防御率1.04という好成績を残した。韓国チームの金メダル獲得で兵役を免除された。
2009年はシーズン開幕前の3月に開催された第2回ワールド・ベースボール・クラシック（WBC）の韓国代表に選出された。1次ラウンド初戦のチャイニーズタイペイ戦で先発登板し、4回途中まで無失点に抑え勝利に貢献。1次ラウンド順位決定戦の日本戦では3番手としてリリーフ登板しチームの完封勝利に貢献。しかし2次ラウンド初戦のメキシコ戦では3回途中にエイドリアン・ゴンザレスの打球を足に受け降板。その後は先発することはなく、2次ラウンド順位決定戦の日本戦などでリリーフ登板したのみだった。大会通じて1勝0敗、防御率2.57の成績を残した。

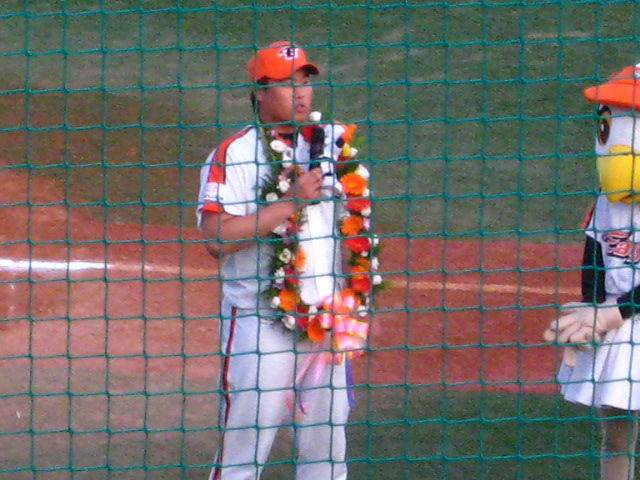
ハンファ・イーグルス時代
（2008年8月30日）

シーズンでは2年ぶりに最多奪三振のタイトルを獲得した。
2010年はシーズン終盤になって故障により戦線離脱したものの、最優秀防御率、最多奪三振の2冠となった。
2011年6月には史上最年少で通算1000奪三振を達成。6年連続2桁勝利を記録しチーム最多勝となった。オフにはスコット・ボラスと代理人契約を結んでいたことが報じられた。
2012年は打線の援護を得られず自己最少の9勝に終わったが、歴代最多タイとなる5度目の最多奪三振タイトルを獲得した。オフには、オリックス・バファローズが獲得に向けて調査していると報じられたが、柳は「日本に行くことは考えていない。今はメジャー挑戦だけを考えている。」と語った。10月末、ポスティングシステムを行使して一定額の入札があった場合のみメジャー移籍を認める方針を球団が発表。MLB12球団競合の末、ロサンゼルス・ドジャースが約2573万ドルで落札したと発表された。

### ドジャース時代
2012年12月9日にドジャースと6年総額3600万ドル+出来高の契約を結んだ。これにより、KBOから直接MLBに移籍した初の韓国人選手となった。MLB移籍が決まったことで第3回WBCの韓国代表を辞退した。

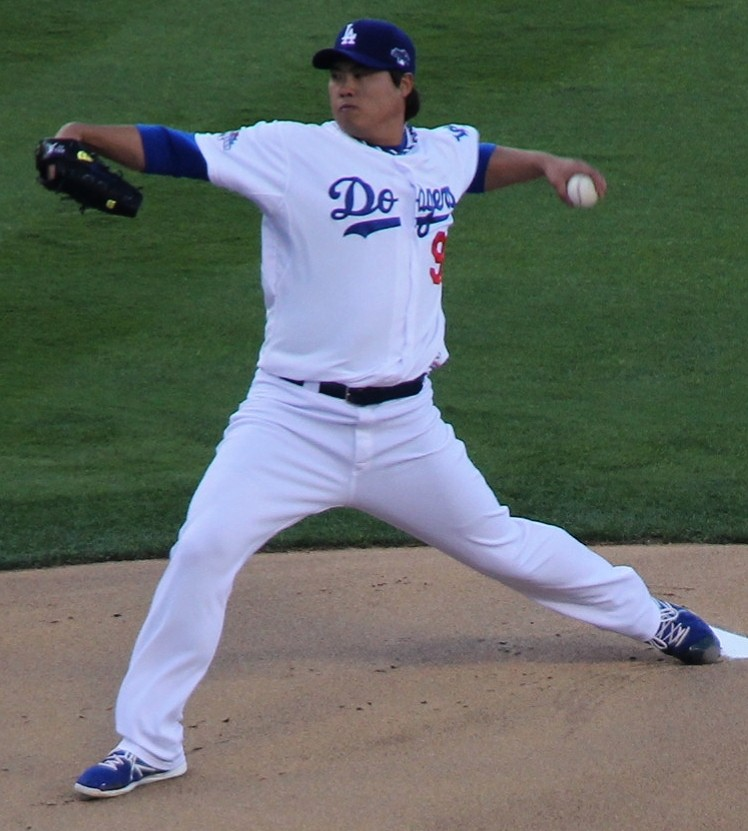
ロサンゼルス・ドジャース時代
（2013年10月6日）

2013年4月2日のサンフランシスコ・ジャイアンツ戦でMLB初先発、6.1回を10安打、3失点、5奪三振で初黒星を喫する。4月7日のピッツバーグ・パイレーツ戦でMLB初勝利。5月28日のロサンゼルス・エンゼルス戦でMLB初完封。公式戦では14勝を記録。10月14日に行われた、セントルイス・カージナルスとのリーグチャンピオンシップシリーズ第3戦では、7回を3安打無失点に抑えて韓国人初のポストシーズン勝利投手となった。米紙ロサンゼルス・タイムズは、柳賢振をベーブ・ルースになぞらえて「ベーブ・リユース」(Babe Ryuth) と報じた。
2014年は開幕ロースター入りした。5月2日に左肩の故障で15日間の故障者リスト入りした。5月21日に復帰した。8月16日に右臀部負傷で再び15日間の故障者リスト入りとなった。この年は14勝を記録。
2015年はスプリングトレーニングの時点で前年と同様の肩痛で故障者リスト入りしたままシーズンに入り、リハビリによって回復を図っていた。しかし、手術が必要と診断されて内視鏡による肩関節唇（ローテーターカフ）損傷のクリーニング手術を受けてシーズン全休、翌シーズンでの復帰を目指すことになった。
2016年はリハビリを重ね、当初は春のキャンプからの復帰ともされていたが復帰のスケジュールが立つ度に肩、股関節等の故障が発覚し、マイナーでのリハビリ投球を繰り返していた。ようやく7月7日にMLBへ復帰するものの、4.2回で被安打8、自責点6とKOされて降板。肩を故障した投手によく見られる球速低下が問題とされた。その後、肘にも故障が見つかり、7月19日に15日間、8月1日には60日間の故障者リストに入りシーズンを終えることになった。9月28日には肘の手術を受けた。
2017年5月25日のカージナルス戦で初めて中継ぎとして登板し、初セーブを記録した。
2018年5月に左股関節の負傷で離脱。8月に復帰して7勝3敗、防御率1.97を記録した。韓国人投手として初めてワールドシリーズで先発登板した。同年オフにフリーエージェント（FA）となったが、1年総額1790万ドルのクオリファイング・オファーを受諾して残留した。
2019年は自身初の開幕投手を務めた。5月には5勝0敗、防御率0.59という圧倒的な数字でナ・リーグのピッチャー・オブ・ザ・マンスを受賞。オールスターゲームにも出場してアジア出身の投手では野茂英雄以来、韓国人投手としては初の先発投手を務めた。最終成績は14勝5敗、防御率2.32で最優秀防御率のタイトルを獲得。オフの10月31日にFAとなった。サイ・ヤング賞投票では2位に入った。また。同年から新設されたオールMLBチームのセカンドチーム先発投手の1人に選出された。

### ブルージェイズ時代

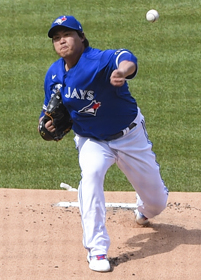
トロント・ブルージェイズ時代 (2020年7月20日)

2019年12月27日にトロント・ブルージェイズと4年総額8000万ドルで契約を結んだことが発表された。オプションとして一部球団へのトレード拒否権がつき、背番号はドジャース時代と同じ「99」。シーズン開幕前の2020年5月17日には第一子の長女が誕生した。
2020年はCOVID-19の影響で60試合の短縮シーズンに。シーズン開幕戦となった7月24日のタンパベイ・レイズ戦で、異なるリーグで2年連続シーズン開幕投手として先発するも、5回に筒香嘉智にMLB初本塁打を打たれ、4.2回でマウンドから下され、3失点を喫した。8月6日のアトランタ・ブレーブス戦で、移籍後初勝利を記録。
オフにはウォーレン・スパーン賞を受賞し、サイ・ヤング賞の投票では3位に入った。12月9日に2年連続2度目となるオールMLBチームのセカンドチーム先発投手の1人に選出された。
2021年4月1日のヤンキースとの開幕戦で3年連続3度目、ブルージェイズ移籍後2年連続2度目の開幕投手を務めた。4月28日に右臀筋の張りで故障者リスト入りしたが、大事をとっての故障者リスト入りであり、長期化はしない様である。5月6日に故障者リスト入りから復帰した。このシーズンは終盤にかけて調子を落とし防御率は4点台に落ち込むもスティーブン・マッツと並びチームトップタイとなる14勝を挙げた。
2022年も開幕ローテ入りを果たしたが、シーズン初登板となった4月10日のテキサス・レンジャーズ戦では3.1回を投げ6失点、次戦4月16日のオークランド・アスレチックス戦では4回5失点と精彩を欠いた。翌17日には左前腕の炎症で負傷者リスト入りした。5月14日のタンパベイ・レイズ戦で復帰し、5月20日のシンシナティ・レッズ戦でシーズン初勝利を挙げた。しかし6月1日のシカゴ・ホワイトソックス戦で負傷降板すると、同月14日に左肘の手術を受けることが明らかとなり、シーズン中の復帰は絶望的となった。この時点までの成績は6試合の先発登板で2勝0敗、防御率5.67であった。6月18日にトミー・ジョン手術を受けた。
2023年8月1日のオリオールズ戦で復帰した。オフの11月3日にFAとなった。

### ハンファ復帰
2024年2月22日に古巣のハンファ・イーグルスと8年総額170億ウォンで契約したことが発表された。3月20日にMLB史上初となる韓国のソウルでロサンゼルス・ドジャースとサンディエゴ・パドレスが開催した開幕戦の前には古巣ドジャースのベンチを訪問し、監督のテーブ・ロバーツと再会した。

## 選手としての特徴
スリークォーターから繰り出される平均球速90.3mph（約145.3km/h）、最速95.7mph（約154km/h）のフォーシームと、同じ腕の振りから投げるチェンジアップ、カットボール、落差のあるカーブ、スライダーを投げ分け、韓国で最多奪三振5回と奪三振が多い。チェンジアップの評価が高く、MLB全球団の監督を対象にした2013年の部門別ベスト選手アンケートではナショナルリーグのチェンジアップ部門2位に入っている。
プロ入り当初は速球とカーブを中心とした投球だったが、具臺晟からチェンジアップを教わりレパートリーに加える。
ボールを投げる時以外はすべて右利きとして生活しているため、左投げ右打ちで登録されている。東山高校時代は投手兼4番打者として活躍したが、韓国プロ野球では指名打者制度を採択しているため、ハンファ時代には打席に入る機会がなかった。

## 人物
母国での人気が高く、2013年ギャラップ調査では「韓国人が好きなスポーツスター」1位に選ばれた。
憧れの選手は野茂英雄、朴賛浩、ランディ・ジョンソン、クリフ・リーだという。

## 詳細情報

### 年度別投手成績
| 年 度     | 球 団     | 登 板 | 先 発 | 完 投 | 完 封 | 無 四 球 | 勝 利 | 敗 戦 | セ 丨 ブ | ホ 丨 ル ド | 勝 率 | 打 者 | 投 球 回 | 被 安 打 | 被 本 塁 打 | 与 四 球 | 敬 遠 | 与 死 球 | 奪 三 振 | 暴 投 | ボ 丨 ク | 失 点 | 自 責 点 | 防 御 率 | W H I P |
| --------- | --------- | ----- | ----- | ----- | ----- | -------- | ----- | ----- | -------- | ----------- | ----- | ----- | -------- | -------- | ----------- | -------- | ----- | -------- | -------- | ----- | -------- | ----- | -------- | -------- | ------- |
| 2006      | ハンファ  | 30    | 28    | 6     | 1     | 1        | 18    | 6     | 1        | 0           | .750  | 800   | 201.2    | 159      | 11          | 52       | 3     | 2        | 204      | 6     | 0        | 57    | 50       | 2.23     | 1.04    |
| 2007      | ハンファ  | 30    | 30    | 6     | 1     | 1        | 17    | 7     | 0        | 0           | .708  | 867   | 211.0    | 195      | 15          | 68       | 4     | 3        | 178      | 6     | 0        | 74    | 69       | 2.94     | 1.24    |
| 2008      | ハンファ  | 26    | 26    | 2     | 1     | 1        | 14    | 7     | 0        | 0           | .667  | 684   | 165.2    | 144      | 12          | 67       | 2     | 1        | 143      | 5     | 0        | 66    | 61       | 3.31     | 1.27    |
| 2009      | ハンファ  | 28    | 27    | 4     | 2     | 1        | 13    | 12    | 0        | 0           | .520  | 793   | 189.1    | 180      | 19          | 67       | 3     | 2        | 188      | 4     | 1        | 80    | 75       | 3.57     | 1.30    |
| 2010      | ハンファ  | 25    | 25    | 5     | 3     | 2        | 16    | 4     | 0        | 0           | .800  | 756   | 192.2    | 149      | 11          | 45       | 2     | 9        | 187      | 6     | 1        | 42    | 39       | 1.82     | 1.01    |
| 2011      | ハンファ  | 24    | 17    | 3     | 0     | 1        | 11    | 7     | 0        | 0           | .611  | 520   | 126.0    | 101      | 12          | 38       | 0     | 1        | 128      | 6     | 0        | 54    | 47       | 3.36     | 1.10    |
| 2012      | ハンファ  | 27    | 27    | 1     | 0     | 1        | 9     | 9     | 0        | 0           | .500  | 734   | 182.2    | 153      | 12          | 46       | 6     | 5        | 210      | 3     | 1        | 58    | 54       | 2.66     | 1.08    |
| 2013      | LAD       | 30    | 30    | 2     | 1     | 1        | 14    | 8     | 0        | 0           | .636  | 783   | 192.0    | 182      | 15          | 49       | 4     | 1        | 154      | 5     | 0        | 67    | 64       | 3.00     | 1.20    |
| 2014      | LAD       | 26    | 26    | 0     | 0     | 0        | 14    | 7     | 0        | 0           | .667  | 631   | 152.0    | 152      | 8           | 29       | 2     | 3        | 139      | 2     | 0        | 60    | 57       | 3.38     | 1.19    |
| 2016      | LAD       | 1     | 1     | 0     | 0     | 0        | 0     | 1     | 0        | 0           | .000  | 24    | 4.2      | 8        | 1           | 2        | 1     | 0        | 4        | 0     | 0        | 6     | 6        | 11.57    | 2.14    |
| 2017      | LAD       | 25    | 24    | 0     | 0     | 0        | 5     | 9     | 1        | 0           | .357  | 541   | 126.2    | 128      | 22          | 45       | 3     | 4        | 116      | 4     | 1        | 58    | 53       | 3.77     | 1.37    |
| 2018      | LAD       | 15    | 15    | 0     | 0     | 0        | 7     | 3     | 0        | 0           | .700  | 324   | 82.1     | 68       | 9           | 15       | 1     | 1        | 89       | 0     | 0        | 23    | 18       | 1.97     | 1.01    |
| 2019      | LAD       | 29    | 29    | 1     | 1     | 1        | 14    | 5     | 0        | 0           | .736  | 723   | 182.2    | 160      | 17          | 24       | 2     | 4        | 163      | 0     | 0        | 53    | 47       | 2.32     | 1.01    |
| 2020      | TOR       | 12    | 12    | 0     | 0     | 0        | 5     | 2     | 0        | 0           | .714  | 275   | 67.0     | 60       | 6           | 17       | 0     | 1        | 72       | 1     | 0        | 22    | 20       | 2.69     | 1.15    |
| 2021      | TOR       | 31    | 31    | 1     | 1     | 0        | 14    | 10    | 0        | 0           | .583  | 701   | 169.0    | 170      | 24          | 37       | 0     | 2        | 143      | 2     | 0        | 85    | 82       | 4.37     | 1.22    |
| 2022      | TOR       | 6     | 6     | 0     | 0     | 0        | 2     | 0     | 0        | 0           | 1.000 | 113   | 27.0     | 32       | 5           | 4        | 0     | 0        | 16       | 0     | 0        | 17    | 17       | 5.67     | 1.33    |
| 2023      | TOR       | 11    | 11    | 0     | 0     | 0        | 3     | 3     | 0        | 0           | .500  | 224   | 52.0     | 53       | 9           | 14       | 0     | 1        | 38       | 1     | 0        | 25    | 20       | 3.46     | 1.29    |
| KBO：7年  | KBO：7年  | 190   | 180   | 27    | 8     | 8        | 98    | 52    | 1        | 0           | .653  | 5154  | 1269.0   | 1081     | 92          | 383      | 20    | 23       | 1238     | 36    | 3        | 431   | 395      | 2.80     | 1.15    |
| MLB：10年 | MLB：10年 | 186   | 185   | 4     | 3     | 2        | 78    | 48    | 1        | 0           | .619  | 4339  | 1055.1   | 1013     | 116         | 236      | 13    | 17       | 934      | 15    | 1        | 416   | 384      | 3.27     | 1.18    |

- 2023年度シーズン終了時
- 各年度の太字はリーグ最高
- 「-」は記録なし

### 年度別守備成績
| 年 度 | 球 団    | 投手（P） | 投手（P） | 投手（P） | 投手（P） | 投手（P） | 投手（P） |
| 年 度 | 球 団    | 試 合     | 刺 殺     | 補 殺     | 失 策     | 併 殺     | 守 備 率  |
| ----- | -------- | --------- | --------- | --------- | --------- | --------- | --------- |
| 2006  | ハンファ | 30        | 5         | 33        | 1         | 1         | .974      |
| 2007  | ハンファ | 30        | 6         | 28        | 1         | 2         | .971      |
| 2008  | ハンファ | 26        | 2         | 26        | 1         | 0         | .966      |
| 2009  | ハンファ | 28        | 6         | 25        | 0         | 1         | 1.000     |
| 2010  | ハンファ | 25        | 4         | 34        | 1         | 3         | .974      |
| 2011  | ハンファ | 24        | 4         | 18        | 0         | 0         | 1.000     |
| 2012  | ハンファ | 27        | 5         | 33        | 1         | 2         | .974      |
| 2013  | LAD      | 30        | 8         | 29        | 0         | 3         | 1.000     |
| 2014  | LAD      | 26        | 7         | 25        | 1         | 3         | .970      |
| 2016  | LAD      | 1         | 0         | 2         | 0         | 0         | 1.000     |
| 2017  | LAD      | 25        | 3         | 13        | 1         | 2         | .941      |
| 2018  | LAD      | 15        | 2         | 7         | 0         | 0         | 1.000     |
| 2019  | LAD      | 29        | 7         | 29        | 0         | 0         | 1.000     |
| 2020  | TOR      | 12        | 1         | 5         | 0         | 0         | 1.000     |
| 2021  | TOR      | 31        | 1         | 10        | 0         | 0         | 1.000     |
| 2022  | TOR      | 6         | 0         | 2         | 0         | 0         | 1.000     |
| 2023  | TOR      | 11        | 1         | 10        | 0         | 0         | 1.000     |
| MLB   | MLB      | 186       | 30        | 132       | 2         | 8         | .988      |

- 2023年度シーズン終了時
- 各年度の太字はリーグ最高

### タイトル
KBO
- 最多奪三振：5回 （2006年、2007年、2009年、2010年、2012年）
- 最優秀防御率：2回 （2006年、2010年）
- 最多勝利：1回 （2006年）

MLB
- 最優秀防御率：1回（2019年）

### 表彰
KBO
- MVP：1回（2006年）
- ゴールデングラブ賞：2回（2006年、2010年）
- 新人王（朝鮮語版）（2006年）

MLB
- ウォーレン・スパーン賞：1回（2020年）
- オールMLBチーム[49]
  - セカンドチーム先発投手：2回（2019年、2020年）
- ピッチャー・オブ・ザ・マンス：1回（2019年5月）
- プレイヤー・オブ・ザ・ウィーク：1回（2019年5月6日 - 12日）

### 記録
KBO
- KBOオールスターゲーム選出：8回（2006年 - 2012年、2024年）
- 投手三冠王：1回（2006年）
- 歴代新人最多勝：18勝（2006年）
- 史上初の新人王とMVP同時受賞（2006年）
- 史上初の3年連続完投1位（2009年 - 2011年）
- 29試合連続クオリティ・スタート韓国新記録達成（2009年8月19日 - 2010年8月17日）
- 最年少MVP：19歳（2006年）
- 最年少通算1000奪三振：24歳（2011年）
- 1試合最多奪三振タイ記録達成：17個（2010年5月11日、LG戦）

MLB
- MLBオールスターゲーム選出：1回（2019年）
- ドジャース球団歴代新人最多クオリティ・スタート：22回 （2013年）
- 韓国人史上初のポストシーズン勝利投手（2013年）
- 韓国人史上初のオールスターゲーム先発投手（2019年）
- 韓国人史上初のタイトル獲得：最優秀防御率（2019年）

### 背番号
- 99（2006年 - ）

### 代表歴
- 2005年AAAアジア野球選手権大会韓国代表
- 2006年アジア競技大会野球韓国代表
- 2007年アジア野球選手権大会韓国代表
- 2008年オリンピック野球韓国代表
- 2009 ワールド・ベースボール・クラシック韓国代表
- 2010年アジア競技大会野球韓国代表